# Отрожка (станция)
Отрожка — узловая железнодорожная станция Юго-Восточной железной дороги в одноимённом микрорайоне Воронежа. Предназначена для остановок грузовых поездов, пригородных электропоездов, а также для смены локомотивных бригад у поездов дальнего следования, следующих в обход смены направления движения в главной станции Воронежа Воронеж-1, с малозначительной стоянкой на станции Придача.
Также на территории станции расположено одноимённое депо (ТЧ-5) для электропоездов и дизель-поездов.

## История
Узловая станция построена в 1869 году недалеко от села Отрожка близ Воронежа. Тогда станция имела название Раздельная, как и рабочий посёлок при ней.
С присоединением Отрожки к Воронежу в советское время станция становилась крупнее и поменяла название на современное. Депо сначала применялось как паровозное.
7 августа 1943 года на станции Отрожка из разрозненных подразделений вышедших из окружения, был сформирован 157 отдельный батальон НКВД СССР, получивший условное название «Войсковая часть 7410».

## Информация
Станция Отрожка — узловая, соединяет три железнодорожные линии: Воронеж — Грязи, Воронеж — Лиски и Касторная — Отрожка.
Отрожка — одна из двух станций в России, у которой:
- Северная сторона оборудована пассажирской платформой и предназначена для остановки на ней пригородных и грузовых поездов из Грязей до Воронежа, Касторной и Курска (и обратно). Далее пути этой стороны ведут к станции Воронеж-1.

- Южная сторона предназначена для смены локомотивных бригад у поездов дальнего следования, следующих в обход главного вокзала, пригородных грузовых поездов, следующих из Грязей на юг (и обратно). Пути этой части ведут к станции Придача[5].

Обе стороны связаны съездом, обеспечивающим выезд с главного вокзала города на южное направление (используется пассажирскими поездами, следующими со стороны Курска и Льгова). На этом съезде также есть пассажирская платформа, где останавливаются электропоезда из Лисок.
В центре станции расположено депо. Вокзал имеется только в северной части станции. В границах станции расположен остановочный пункт 582 км, на котором имеют стоянку электропоезда лискинского направления.

## Воронежский вагоноремонтный завод
На территории станции Отрожка расположен Воронежский вагоноремонтный завод, осуществляющий капитально-восстановительный ремонт многих железнодорожных вагонов.

## Известные сотрудники
- Юрин, Георгий Яковлевич (1906—2000) — старший машинист, Герой Социалистического Труда.